# Thomas Lück (Kanute)

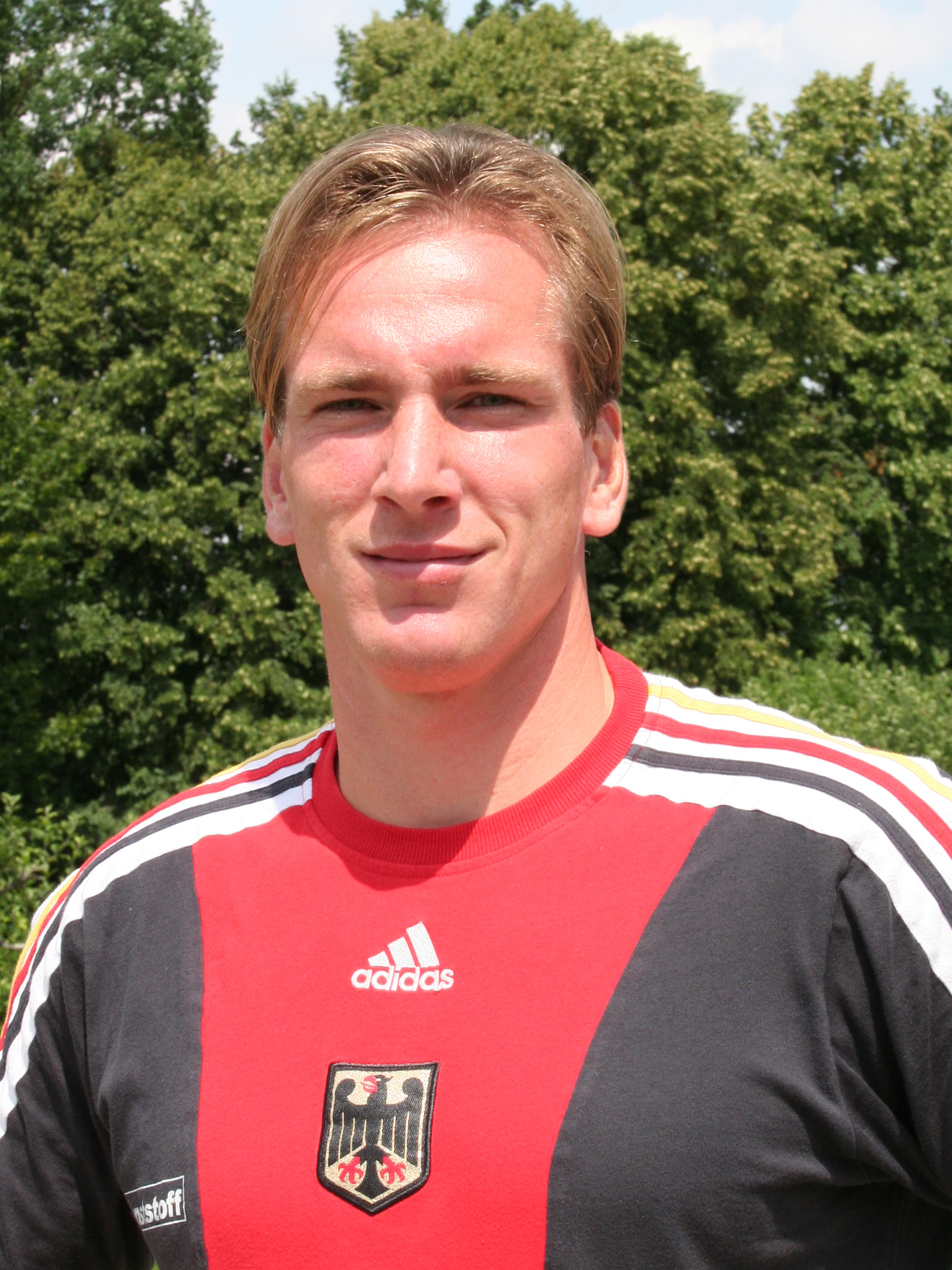
Thomas Lück

Thomas Lück (* 29. Januar 1981 in Berlin) ist ein ehemaliger deutscher Kanute des SC Neubrandenburg.
Bei den Kanurennsport-Weltmeisterschaften 2006 in Szeged holte er zusammen mit Robert Nuck (Leipzig), Stefan Holtz (Karlsruhe) und Stephan Breuing (Bochum) über 1000 m den ersten WM-Titel in der Geschichte des Deutschen Kanu-Verbandes im Vierer-Canadier.
In dieser Disziplin wurde er auch 2005, 2006 und 2009 Europameister.
2007 errang er mit Robert Nuck, Stefan Holtz sowie dem Neuzugang Sebastian Brendel einen weiteren Sieg im Vierer-Canadier bei den Heim-Weltmeisterschaften in Duisburg. Bei den Kanurennsport-Weltmeisterschaften 2009 holte er in dieser Disziplin die Silbermedaille.